# F-Zero
F-Zero – gra wyścigowa wydana przez Nintendo na konsolę SNES w 1990 roku. Wydana została ponownie na Virtual Console Wii w 2006 roku. Powstały też 3 części na konsolę Game Boy Advance - F-Zero: Maximum Velocity, F-Zero: GP Legend i F-Zero Climax, F-Zero X na Nintendo 64 oraz F-Zero GX na GameCube i F-Zero AX na automaty do gier.